# ماتئوس کوستا
ماتئوس کوستا مارتینس (پرتغالی: Matheus Costa Martins؛ زادهٔ ۱۴ اوت ۱۹۹۹) بازیکن فوتبال اهل برزیل است که هم‌اکنون در باشگاه فوتبال مس رفسنجان بازی میکند.